# Zandkreeksluis
De Zandkreeksluis is de schutsluis in de Zandkreekdam bij Kats op Noord-Beveland in de Nederlandse provincie Zeeland. De sluis verbindt het Veerse Meer met de Zandkreek, en is geschikt voor vaartuigen tot en met CEMT-klasse Va. De sluis is 152 meter lang en 20 meter breed, de schutlengte is 140 meter. De drempeldiepte is −4,7 m NAP. De maximale toegestane maten voor vaartuigen zijn 130x18 meter.
Over de sluis ligt een basculebrug aan de oostzijde en aan de westkant een ophaalbrug zodat altijd een brug voor het wegverkeer beschikbaar is.
De bediening van de sluis en de bruggen wordt op afstand gedaan vanuit de Nautische Centrale Neeltje Jans. Wanneer het windkracht 7 Beaufort of meer is, worden de bruggen niet bediend. En wanneer het waterniveau hoger is dan +2,75 meter NAP worden de sluizen niet bediend. Schippers mogen de sluiskolk als autoafzetplaats gebruiken.
De Zandkreeksluis is samen met de Zandkreekdam gebouwd als een van de eerste projecten van de Deltawerken, en werd 1 oktober 1960 officieel in gebruik genomen.